# Danh sách đảng phái chính trị tại Malaysia
Danh sách Đảng phái chính trị tại Malaysia bao gồm các đảng phái chính trị hiện tại và quá khứ.

## Luật pháp
Theo luật pháp hiện hành, tất cả các đảng chính trị (gọi là "Hiệp hội chính trị") phải được đăng ký theo Đạo luật Đoàn thể.

### Chi phí bầu cử
Đạo luật vi phạm bầu cử (1954) quy định chi phí tối đa cho phép đối với các ứng cử viên tranh ghế quốc hội và ghế của tiểu bang trong thời gian diễn ra chiến dịch (không tính trước ngày đề cử và sau ngày bầu cử). Chi phí chiến dịch cho phép được quy định bởi Đạo luật vi phạm bầu cử (1954) là 100,000 RM (tương đương với khoảng 577 triệu vnd theo tỉ giá tháng 1/2018) cho mỗi ứng cử viên cho ghế tiểu bang và 200,000 RM (tương đương với khoảng 1,155 triệu vnd theo tỉ giá tháng 1/2018) cho mỗi ứng cử viên cho ghế liên bang. Theo hướng dẫn này, với 505 ghế tiểu bang và 222 ghế nghị viện trong cuộc tổng tuyển cử năm 2013, số tiền tối đa mà Mặt trận Dân tộc được phép chi tiêu chỉ khoảng 95 triệu RM. Do thiếu hồ sơ và quy định, các chính trị gia Malaysia thậm chí có thể không biết họ chi tiêu bao nhiêu cho các chiến dịch của họ hoặc chi tiêu quá mức chi tiêu hơn luật pháp cho phép. Một vấn đề liên quan khác là bí mật xung quanh các quỹ chính trị và việc sử dụng chúng. Mặc dù nhiều chính trị gia, bao gồm cả các thành viên của các chính phủ mới được bổ nhiệm, tự nguyện tiết lộ tài chính cá nhân của họ, việc tiết lộ đó không bắt buộc và nhiều nguồn thu vẫn còn mơ hồ.

### Tiền gửi bầu cử
Khoản tiền gửi là 10,000 RM để tranh tài một ghế nghị viện, hoặc 5,000 RM để tranh tài một ghế hội nghị tiểu bang. Khoản tiền gửi được sử dụng để thanh toán cho các vi phạm luật bầu cử và được trả lại sau ngày bỏ phiếu trừ khi ứng cử viên thua và không giành được hơn 12.5% hoặc 1/8 số phiếu bầu. Ngoài ra, yêu cầu mỗi ứng cử viên cung cấp một khoản tiền gửi 5,000 RM để làm sạch các biểu ngữ và áp phích sau cuộc bầu cử.

### Đóng góp chính trị
Đóng góp chính trị hợp pháp tại Malaysia. Không có giới hạn, và các Đảng không có nghĩa vụ phải tiết lộ nguồn tài trợ, làm cho sự đóng góp chính trị một chủ đề mơ hồ nhưng vẫn hoàn toàn hợp pháp trong nước. Tất cả các khoản quyên góp chính trị đều được phép đưa vào tài khoản của cá nhân và tài khoản của Đảng chính trị. Người hiến tặng ẩn danh và người nước ngoài có thể yêu cầu không tiết lộ danh tính của họ.
Các đảng chính trị được tài trợ bởi các khoản đóng góp từ:
- Đảng viên và các cá nhân ủng hộ (phí thành viên/ Đảng phí/ Đăng ký/ hoặc quyên góp nhỏ từ địa phương/ nước ngoài),
- các tổ chức, chia sẻ quan điểm chính trị của ứng viên (ví dụ: bằng phí liên kết công đoàn) hoặc có lợi từ hoạt động của ứng viên (ví dụ như quyên góp của công ty địa phương / nước ngoài)
- người nộp thuế tương ứng với quỹ doanh thu chung (bằng các khoản trợ cấp được gọi là trợ cấp của tiểu bang, chính phủ hoặc tài trợ công).

## Kết quả bầu cử mới nhất
| 122 | 79 | 18 | 3   |
| PH  | BN | GS | IND |

| Đảng                                  | Đảng                                       | Đảng                                  | Đảng                                  | Phiếu bầu  | Phiếu bầu | Ghế         | Ghế        | Ghế        |
| Đảng                                  | Đảng                                       | Đảng                                  | Đảng                                  | Phiếu bầu  | %         | Chiến thắng | %          | +/–        |
| ------------------------------------- | ------------------------------------------ | ------------------------------------- | ------------------------------------- | ---------- | --------- | ----------- | ---------- | ---------- |
|                                       | Liên minh Hy vọng                          | Liên minh Hy vọng                     | PH                                    | 5,795,954  | 47.33     | 113         | 50.90      | 45         |
|                                       |                                            | Đảng Công lý Nhân dân                 | PKR                                   | 2,046,484  |           | 47          |            | 17         |
|                                       | Đảng Dân chủ Hành động                     | DAP                                   |                                       |            | 42        |             | 4          |            |
|                                       | Đảng Đoàn kết Bản địa Malaysia             | PPBM                                  |                                       |            | 13        |             | 13         |            |
|                                       | Đảng Tín nhiệm Quốc gia                    | AMANAH                                |                                       |            | 11        |             | 11         |            |
|                                       | Mặt trận Quốc gia                          | Mặt trận Quốc gia                     | BN                                    | 4,078,928  | 36.42     | 79          | 35.59      | 54         |
|                                       |                                            | Tổ chức Dân tộc Mã Lai Thống nhất     | UMNO                                  |            |           | 54          |            | 34         |
|                                       | Đảng Kế thừa bản sắc thống nhất Bumiputera | PBB                                   |                                       |            | 13        |             | 1          |            |
|                                       | Đảng Nhân dân Sarawak                      | PRS                                   |                                       |            | 3         |             | 3          |            |
|                                       | Đại hội người Ấn Malaysia                  | MIC                                   |                                       |            | 2         |             | 2          |            |
|                                       | Đảng Dân chủ Tiến bộ                       | PDP                                   |                                       |            | 2         |             | 2          |            |
|                                       | Công hội người Hoa Malaysia                | MCA                                   |                                       |            | 1         |             | 6          |            |
|                                       | Đảng Liên minh Nhân dân Sarawak            | SUPP                                  |                                       |            | 1         |             | Giữ nguyên |            |
|                                       | Đảng Đoàn kết Sabah                        | PBS                                   |                                       |            | 1         |             | 3          |            |
|                                       | Đảng Thống nhất Dân tộc Sabah              | UPKO                                  |                                       |            | 1         |             | 2          |            |
|                                       | Đảng Đoàn kết Nhân dân Sabah               | PBRS                                  |                                       |            | 1         |             | Giữ nguyên |            |
|                                       | Đảng Vận động Nhân dân Malaysia            | Gerakan                               |                                       |            | 0         |             | 1          |            |
|                                       | Đảng Dân chủ Tự do                         | LDP                                   |                                       |            | 0         |             | Giữ nguyên |            |
|                                       | Đảng Nhân dân Tiến bộ                      | myPPP                                 |                                       |            | 0         |             | Giữ nguyên |            |
|                                       | Mặt trận Hài hòa                           | Mặt trận Hài hòa                      | GS                                    | 2,039,722  |           | 18          | 8.10       | 3          |
|                                       |                                            | Đảng Hồi giáo Malaysia                | PAS                                   |            |           | 18          |            | 3          |
|                                       | Mặt trận Hồi giáo toàn Malaysia            | Berjasa                               |                                       |            | 0         |             | Giữ nguyên |            |
|                                       | Đảng ái quốc Malaysia                      | PCM                                   |                                       |            | 0         |             | Giữ nguyên |            |
|                                       | Đảng Liên minh Quốc gia Malaysia           | IKATAN                                |                                       |            | 0         |             | Giữ nguyên |            |
|                                       | Đảng kế thừa di sản Sabah (Sabah)          | Đảng kế thừa di sản Sabah (Sabah)     | WARISAN                               | 280,520    |           | 8           | 3.61       | 8          |
|                                       | Liên minh Đoàn kết Sabah (Sabah)           | Liên minh Đoàn kết Sabah (Sabah)      | USA                                   | 65,868     |           | 1           | 0.45       | 1          |
|                                       |                                            | Đảng Đoàn kết Tổ quốc                 | STAR                                  | 21,361     |           | 1           |            | 1          |
|                                       | Đảng Tiến bộ Sabah                         | SAPP                                  | 6,090                                 |            | 0         |             | Giữ nguyên |            |
|                                       | Đảng Hy vọng Nhân dân Sabah                | PHRS                                  | 37,708                                |            | 0         |             | Giữ nguyên |            |
|                                       | Đảng Thống nhất Nhân dân Sabah             | PPRS                                  | 2,016                                 |            | 0         |             | Giữ nguyên |            |
|                                       | Đảng Xã hội chủ nghĩa Malaysia             | Đảng Xã hội chủ nghĩa Malaysia        | PSM                                   | 3,140      |           | 0           |            | 1          |
|                                       | Đảng Nhân dân Malaysian                    | Đảng Nhân dân Malaysian               | PRM                                   | 2,372      |           | 0           |            | Giữ nguyên |
|                                       | Đảng yêu Sabah (Sabah)                     | Đảng yêu Sabah (Sabah)                | PCS                                   | 8,603      |           | 0           |            | Giữ nguyên |
|                                       | Đảng Hợp tác Bản địa Sabah (Sabah)         | Đảng Hợp tác Bản địa Sabah (Sabah)    | Anak Negeri                           | 1,173      |           | 0           |            | Giữ nguyên |
|                                       | Đảng Cải cách Quốc gia (Sarawak)           | Đảng Cải cách Quốc gia (Sarawak)      | STAR                                  | 1,299      |           | 0           |            | Giữ nguyên |
|                                       | Đảng Mặt trận Penang (Penang)              | Đảng Mặt trận Penang (Penang)         | PFP                                   | 892        |           | 0           |            | Giữ nguyên |
|                                       | Đảng Đoàn kết Malaysia (Penang)            | Đảng Đoàn kết Malaysia (Penang)       | MUP                                   | 2,102      |           | 0           |            | Giữ nguyên |
|                                       | Đảng thiểu số khác                         | Đảng thiểu số khác                    | OTH                                   |            |           | 0           |            | Giữ nguyên |
|                                       | Không đảng phái                            | Không đảng phái                       | IND                                   | 71,153     |           | 3           | 1.35       | 3          |
| Phiếu hợp lệ                          |                                            |                                       |                                       |            |           |             |            |            |
| Phiếu không hợp lệ/phiếu trắng        |                                            |                                       |                                       |            |           |             |            |            |
| Tổng phiếu (cử tri đi bầu cử: 82.32%) | Tổng phiếu (cử tri đi bầu cử: 82.32%)      | Tổng phiếu (cử tri đi bầu cử: 82.32%) | Tổng phiếu (cử tri đi bầu cử: 82.32%) | 12,299,514 | 100.00    | 222         | 100.00     | TBA        |
| Không bỏ phiếu                        |                                            |                                       |                                       |            |           |             |            |            |
| Cử tri đã đăng ký                     | Cử tri đã đăng ký                          | Cử tri đã đăng ký                     | Cử tri đã đăng ký                     | 14,940,624 |           |             |            |            |
|                                       | Cử tri truyền thống                        | Cử tri truyền thống                   | Cử tri truyền thống                   | 14,636,716 |           |             |            |            |
|                                       | Cử tri bầu sớm                             | Cử tri bầu sớm                        | Cử tri bầu sớm                        | 300,255    |           |             |            |            |
|                                       | Cử tri bầu qua thư                         | Cử tri bầu qua thư                    | Cử tri bầu qua thư                    | 3,653      |           |             |            |            |
| Độ tuổi bầu cử (từ 21 tuổi trở lên)   | Độ tuổi bầu cử (từ 21 tuổi trở lên)        | Độ tuổi bầu cử (từ 21 tuổi trở lên)   | Độ tuổi bầu cử (từ 21 tuổi trở lên)   | 18,359,670 |           |             |            |            |
| Dân số Malaysia                       | Dân số Malaysia                            | Dân số Malaysia                       | Dân số Malaysia                       | 32,258,900 |           |             |            |            |
| Source: Ủy ban Bầu cử Malaysia (SPR)  |                                            |                                       |                                       |            |           |             |            |            |

1. ↑   Tranh cử với tên và biểu tượng của Đảng Công lý Nhân dân trên phiếu bầu.
2. ↑   Tranh cử với biểu tượng tên lửa trên phiếu bầu tại Đông Malaysia.
3. ↑   Tranh cử với biểu tượng bạch sơn trên phiếu bầu tại Batu Sapi, Sabah.
4. ↑   Tranh cử với biểu tượng cá đác trên phiếu bầu.
5. ↑   Tranh cử với biểu tượng Trăng xanh trên phiếu bầu.
6. 1 2 3 4   Abdullah, Mohd. Hashim (10 April 2018). Urusan Pilihan Raya Umum ke-14 (in Malay). SPR Media Statement. Retrieved on 8 May 2018.
7. ↑   Dự đoán vào tháng 2/2018. See Zulkipli, Nur Lela (12 February 2018). 3.6 juta orang muda belum daftar pengundi (in Malay). Berita Harian. Retrieved on 9 May 2018.
8. ↑   Malaysia (6/2/2018). Perangkaan Demografi Suku Tahun Keempat (ST4) 2017, Malaysia (in Malay). Department of Statistics Malaysia Media Statement. Retrieved on 9 May 2018.

Ghế
| \| Phiếu chia sẻ \| Phiếu chia sẻ \| Phiếu chia sẻ \| Phiếu chia sẻ \| Phiếu chia sẻ \| \| ----------------- \| ----------------- \| ------------- \| ------------- \| ------------- \| \| \| \| \| \| \| \| Pakatan Harapan \| Pakatan Harapan \| \| 48.0% \| 48.0% \| \| National Front \| National Front \| \| 34.0% \| 34.0% \| \| Gagasan Sejahtera \| Gagasan Sejahtera \| \| 17.0% \| 17.0% \| \| Khôbg đảng phái \| Khôbg đảng phái \| \| 1.0% \| 1.0% \| |                   |  |       |       |
| Phiếu chia sẻ |                   |  |       |       |
| |                   |  |       |       |
| Pakatan Harapan | Pakatan Harapan   |  | 48.0% | 48.0% |
| National Front | National Front    |  | 34.0% | 34.0% |
| Gagasan Sejahtera | Gagasan Sejahtera |  | 17.0% | 17.0% |
| Khôbg đảng phái | Khôbg đảng phái   |  | 1.0%  | 1.0%  |

| \| Ghế nghị viện \| Ghế nghị viện \| Ghế nghị viện \| Ghế nghị viện \| Ghế nghị viện \| \| ----------------- \| ----------------- \| ------------- \| ------------- \| ------------- \| \| \| \| \| \| \| \| Pakatan Harapan \| Pakatan Harapan \| \| 54.5% \| 54.5% \| \| National Front \| National Front \| \| 35.6% \| 35.6% \| \| Gagasan Sejahtera \| Gagasan Sejahtera \| \| 8.1% \| 8.1% \| \| Khôbg đảng phái \| Khôbg đảng phái \| \| 1.8% \| 1.8% \| |                   |  |       |       |
| Ghế nghị viện |                   |  |       |       |
| |                   |  |       |       |
| Pakatan Harapan | Pakatan Harapan   |  | 54.5% | 54.5% |
| National Front | National Front    |  | 35.6% | 35.6% |
| Gagasan Sejahtera | Gagasan Sejahtera |  | 8.1%  | 8.1%  |
| Khôbg đảng phái | Khôbg đảng phái   |  | 1.8%  | 1.8%  |

## Chính đảng

### Các Đảng đại diện trong Quốc hội/ hoặc các hội đồng lập pháp tiểu bang
Đây là danh sách các liên minh và các Đảng có đại diện tại Nghị viện Malaysia (Dewan Rakyat và Dewan Negara) và các hội đồng lập pháp tiểu bang, được sắp xếp theo năm mà các Đảng tương ứng đã được hợp pháp hóa và đăng ký với Cơ quan đăng ký hiệp hội (ROS).
| Đảng | Viết tắt       | Lãnh đạo                  | Học thuyết                                         | Vị trí chính trị        | Liên kết Quốc tế                           | Đăng ký năm                                       | Ghi chú URL                            |
| --- | -------------- | ------------------------- | -------------------------------------------------- | ----------------------- | ------------------------------------------ | ------------------------------------------------- | -------------------------------------- |
| Đảng Dân chủ Hành động Parti Tindakan Demokratik | DAP            | Anthony Loke              | Dân chủ xã hội Chủ nghĩa thế tục                   | Trung tả                | Quốc tế xã hội chủ nghĩa Liên minh tiến bộ | 1966                                              | [A]                                    |
| Đảng Hồi giáo Malaysia Parti Islam Se-Malaysia | PAS            | Abdul Hadi Awang          | Hồi giáo Hồi giáo Dân chủ Chủ nghĩa Toàn Hồi giáo  | Cánh hữu                | Anh em Hồi giáo (Ikhwanul Muslimin)        | 1951 (thành lập) 1955 (đăng ký là đảng chính trị) | [B]                                    |
| Mặt trận quốc gia Barisan Nasional | BN             | Ahmad Zahid Hamidi        | Chủ nghĩa dân tộc Chủ nghĩa bảo thủ                | Trung hữu đến Cánh hữu  |                                            | 1973                                              | Lưu trữ 2013-04-02 tại Wayback Machine |
| Tập tin:Kongres India Muslim Malaysia logo.png · Đại hội người Ấn Hồi giáo Malaysia · Kongres India Muslim Malaysia | KIMMA          | Syed Ibrahim Kader        | Hồi giáo Chủ nghĩa bảo thủ                         | Trung hữu               | —                                          | 1977                                              | Lưu trữ 2018-05-13 tại Wayback Machine |
| Đảng Xã hội chủ nghĩa Malaysia Parti Sosialis Malaysia | PSM            | Michael Jeyakumar Devaraj | Xã hội chủ nghĩa                                   | Cánh tả                 | —                                          | 1998                                              | [D]                                    |
| Đảng Công lý Nhân dân Parti Keadilan Rakyat | PKR / Keadilan | Anwar Ibrahim             | Chủ nghĩa tự do xã hội                             | Trung dung đến Trung tả | Quốc tế Tự do (quan sát viên)              | 2003                                              |                                        |
| Đảng yêu Sabah Parti Cinta Sabah | PCS            | Nicholas James Guntobon   | Chủ nghĩa khu vực Sabah                            |                         | —                                          | 2013                                              |                                        |
| Đảng Tín nhiệm Quốc gia Parti Amanah Negara | AMANAH         | Mohamad Sabu              | Hồi giáo xã hội Hồi giáo Hiện đại Hồi giáo Dân chủ | Trung tả                | —                                          | 2015                                              | [C]                                    |
| Đảng Liên minh người Ấn Malaysia Parti Bersatu India Malaysia | MIUP           | Nallakaruppan Solaimalai  | Chủ nghĩa Quốc gia Hindu Đảng Dravidian            | Cánh hữu                | —                                          | 2007                                              |                                        |
| Đảng Đoàn kết Bản địa Malaysia Parti Pribumi Bersatu Malaysia | PPBM/BERSATU   | Muhyiddin Yassin          | Chủ nghĩa dân tộc Malay Chủ nghĩa bảo thủ Hồi giáo | Trung hữu               | —                                          | 2016                                              |                                        |
| Tập tin:Warisan logo.svg · Đảng kế thừa di sản · Parti Warisan | WARISAN        | Shafie Apdal              | Đa nguyên                                          |                         | —                                          | 2016                                              |                                        |
| Đảng Hy vọng Nhân dân Sabah Parti Harapan Rakyat Sabah | PHRS           | Lajim Ukin                | Chủ nghĩa khu vực Sabah                            |                         | —                                          | 2016                                              |                                        |
| A Thuật ngữ "lãnh đạo tập thể" được sử dụng để mô tả Ban Chấp hành Trung ương Đảng từ khi thành lập vào năm 1966. B Đảng Hồi giáo Toàn Malaysia tham gia vào một liên minh với cựu Đảng Liên minh vào năm 1972 và sau đó gia nhập liên minh Barisan Nasiona được thành lập vào năm 1974. Đảng rút khỏi liên minh vào năm 1977 C Vào tháng 8/2015, 6 thành viên nghị viện của Đảng Hồi giáo Toàn Malaysia (PAS) tuyên bố tham gia Đảng Lao động Malaysia (PPM), sau này đổi tên thành Đảng Tín nhiệm Quốc gia (Amanah). D Trong cuộc tổng tuyển cử Malaysia năm 2013, Đảng Xã hội chủ nghĩa Malaysia giành được một ghế của Dewan Rakyat (Sungai Siput) dưới liên minh Đảng Công lý Nhân dân. |                |                           |                                                    |                         |                                            |                                                   |                                        |

### Liên minh Barisan Nasional
Danh sách này được sắp xếp theo năm mà các Đảng tương ứng đã được hợp pháp hoá và đăng ký với Cơ quan đăng ký hiệp hội (ROS).
| Đảng | Viết tắt       | Lãnh đạo            | Học thuyết                                      | Vị trí chính trị | Liên kết Quốc tế | Đăng ký năm | Ghi chú URL |
| --- | -------------- | ------------------- | ----------------------------------------------- | ---------------- | ---------------- | ----------- | ----------- |
| Tổ chức Dân tộc Mã Lai Thống nhất Pertubuhan Kebangsaan Melayu Bersatu | UMNO/ PEKEMBAR | Ahmad Zahid Hamidi  | Ketuanan Melayu Xã hội bảo thủ Tự do kinh tế    | Cánh hữu         | —                | 1988        | [A]         |
| Công hội người Hoa Malaysia Persatuan Cina Malaysia | MCA            | Ngụy Gia Tường      | Chủ nghĩa dân tộc Trung Quốc Bảo thủ Xã hội     | Cánh hữu         | —                | 1963        |             |
| Đại hội người Ấn Malaysia Kongres India Malaysia | MIC            | Vigneswaran Sanasee | Chủ nghĩa dân tộc Bảo thủ Xã hội Đảng Dravidian | Cánh hữu         | —                | 1963        |             |
| Tập tin:Logo pbrs.gif · Đảng Đoàn kết Nhân dân Sabah · Parti Bersatu Rakyat Sabah | PBRS           | Joseph Kurup        | Chủ nghĩa dân tộc Chủ nghĩa khu vực Sabah       | Cánh hữu         | —                | 1994        |             |
| Tập tin:Flag of Parti Kuasa Rakyat.svg · Đảng Quyền lực Nhân dân · Parti Kuasa Rakyat | KUASA, PKR     | Kamarazaman Yaakob  | Dân chủ xã hội Chủ nghĩa dân túy                | Ở Giữa Bên Trái  | —                | Không biết  | ?           |
| A UMNO, được thành lập năm 1946 đã bị hủy đăng ký năm 1988 và Thủ tướng Malaysia đã thành lập một đảng mới được gọi là Tổ chức Dân tộc Mã Lai Thống nhất (Baru) ngày 16 tháng 2 năm 1988. Thuật ngữ "Baru" hoặc "Mới" đã bị xóa bỏ bởi một hiến pháp sửa đổi vào tháng Bảy cùng năm. |                |                     |                                                 |                  |                  |             |             |

### Liên minh Pakatan Harapan
| Đảng | Viết tắt       | Lãnh đạo         | Học thuyết                                         | Vị trí chính trị        | Liên kết Quốc tế                           | Đăng ký năm | Ghi chú URL |
| --- | -------------- | ---------------- | -------------------------------------------------- | ----------------------- | ------------------------------------------ | ----------- | ----------- |
| Đảng Công lý Nhân dân Parti Keadilan Rakyat | PKR / Keadilan | Anwar Ibrahim    | Chủ nghĩa tự do xã hội                             | Trung dung đến Trung tả | Quốc tế Tự do (quan sát viên)              | 2003        |             |
| Đảng Dân chủ Hành động Parti Tindakan Demokratik | DAP            | Anthony Loke     | Dân chủ xã hội Chủ nghĩa thế tục                   | Trung tả                | Quốc tế xã hội chủ nghĩa Liên minh tiến bộ | 1966        | [A]         |
| Đảng Tín nhiệm Quốc gia Parti Amanah Negara | AMANAH         | Mohamad Sabu     | Hồi giáo xã hội Hồi giáo Hiện đại Hồi giáo Dân chủ | Trung tả                | —                                          | 2015        | [B]         |
| Tập tin:Pertubuhan Kinabalu Progresif Bersatu logo.png · Đảng Thống nhất Dân tộc Kinabalu · Pertubuhan Kinabalu · Progresif Bersatu | UPKO           | Madius Tangau    | Chủ nghĩa dân tộc Chủ nghĩa khu vực Sabah          | Cánh hữu                | —                                          | 1999        |             |
| Tập tin:Homeland Fighters' Party logo.svg · Đảng những người chiến đấu cho Tổ quốc · Parti Pejuang Tanah Air | PEJUANG        | Mukhriz Mahathir | Chủ nghĩa bảo thủ xã hội                           |                         | —                                          | 2021        |             |
| Tập tin:Warisan logo.svg · Đảng kế thừa di sản · Parti Warisan | WARISAN        | Shafie Apdal     | Đa nguyên                                          |                         | —                                          | 2016        |             |
| Đảng dân chủ Malaysia Ikatan Demokratik Malaysia | MUDA           | Syed Saddiq      | Chính trị Thanh Niên                               |                         | —                                          | 2022        |             |
| A Thuật ngữ "lãnh đạo tập thể" được sử dụng để mô tả Ban Chấp hành Trung ương Đảng từ khi thành lập vào năm 1966. B Vào tháng 8/2015, 6 thành viên nghị viện của Đảng Hồi giáo Toàn Malaysia (PAS) tuyên bố tham gia Đảng Lao động Malaysia (PPM), sau này đổi tên thành Đảng Tín nhiệm Quốc gia (Amanah). |                |                  |                                                    |                         |                                            |             |             |

### Liên minh Perikatan Nasional
| Đảng | Viết tắt      | Lãnh đạo         | Học thuyết                                         | Vị trí chính trị | Liên kết Quốc tế                                                 | Đăng ký năm                                       | Ghi chú URL                                |
| --- | ------------- | ---------------- | -------------------------------------------------- | ---------------- | ---------------------------------------------------------------- | ------------------------------------------------- | ------------------------------------------ |
| Đảng Đoàn kết Bản địa Malaysia Parti Pribumi Bersatu Malaysia | PPBM/BERSATU  | Muhyiddin Yassin | Chủ nghĩa dân tộc Malay Chủ nghĩa bảo thủ Hồi giáo | Trung hữu        | —                                                                | 2016                                              |                                            |
| Đảng Hồi giáo Malaysia Parti Islam Se-Malaysia | PAS           | Abdul Hadi Awang | Hồi giáo Hồi giáo Dân chủ Chủ nghĩa Toàn Hồi giáo  | Cánh hữu         | Anh em Hồi giáo (Ikhwanul Muslimin)                              | 1951 (thành lập) 1955 (đăng ký là đảng chính trị) | [A]                                        |
| Đảng Vận động Nhân dân Malaysia Parti Gerakan Rakyat Malaysia | Gerakan/ PGRM | Lau Hoe Chai     | Chủ nghĩa tự do                                    | Trung dung       | Quốc tế Tự do Liên minh Dân chủ Hội đồng Tự do và Dân chủ Châu Á | 1968                                              |                                            |
| Đảng đoàn kết quê hương tôi Parti Solidariti Tanah Airku | STAR          | Jeffrey Kitingan | Chủ Nghĩa Khu Vực Sabah                            | Trung dung-hết   | Liên Hợp Quốc-Sabah UNESCO                                       | 2016                                              |                                            |
| Đảng Đoàn kết Sabah Parti Bersatu Sabah | PBS           | Maximus Ongkili  | Chủ nghĩa dân tộc Chủ nghĩa khu vực Sabah          | Trung dung       | —                                                                | 1985                                              | [A] Lưu trữ 2005-06-03 tại Wayback Machine |
| Tập tin:Sabah Progressive Party Logo1.png · Đảng cấp tiến Sabah · Parti Maju Sabah | SAPP          | Yong Teck Lee    | Chủ Nghĩa Khu Vực                                  | Trung dung       | —                                                                | 1994                                              |                                            |
| Đảng Dân chủ Tự do Parti Liberal Demokratik | LDP           | Teo Chee Kang    | Dân chủ Tự do Chủ nghĩa khu vực Sabah              | Trung dung       | —                                                                | 1988                                              |                                            |
| A Đảng Hồi giáo Toàn Malaysia tham gia vào một liên minh với cựu Đảng Liên minh vào năm 1972 và sau đó gia nhập liên minh Barisan Nasiona được thành lập vào năm 1974. Đảng rút khỏi liên minh vào năm 1977 B Đảng Đoàn kết Sabah (Parti Bersatu Sabah) là một thành viên của Barisan Nasional từ khi thành lập cho đến khi rút khỏi liên minh vào năm 1990. Đảng tái gia nhập liên minh vào năm 2002. |               |                  |                                                    |                  |                                                                  |                                                   |                                            |

### Liên minh Gabungan Parti Sarawak
| Đảng                                                                       | Viết tắt | Lãnh đạo                              | Học thuyết                                  | Vị trí chính trị | Liên kết Quốc tế | Đăng ký năm | Ghi chú URL                            |
| -------------------------------------------------------------------------- | -------- | ------------------------------------- | ------------------------------------------- | ---------------- | ---------------- | ----------- | -------------------------------------- |
| Đảng Liên minh Nhân dân Sarawak Parti Rakyat Bersatu Sarawak               | SUPP     | Sim Kui Hian                          | Chủ nghĩa dân tộc Chủ nghĩa khu vực Sabah   | Trung dung       | —                | 1959        | [ liên kết hỏng ]                      |
| Đảng Kế thừa bản sắc thống nhất Bumiputera Parti Pesaka Bumiputera Bersatu | PBB      | Abang Abdul Rahman Zohari Abang Openg | Chủ nghĩa dân tộc Chủ nghĩa khu vực Sabah   | Cánh hữu         | —                | 1973        | Lưu trữ 2015-02-15 tại Wayback Machine |
| Đảng Dân chủ Tiến bộ Sarawak Parti Demokratik Progresif Sarawak            | PDP      | Tiong King Sing                       | Chủ nghĩa dân tộc Chủ nghĩa khu vực Sarawak | Cánh hữu         | —                | 2002        |                                        |
| Tập tin:Logo of PRS.png · Đảng Nhân dân Sarawak · Parti Rakyat Sarawak     | PRS      | Joseph Salang Gandum                  | Chủ nghĩa dân tộc Chủ nghĩa khu vực Sarawak | Trung dung       | —                | 2004        |                                        |

### Liên minh Trước

#### Liên minh Barisan Nasional (2017)
Danh sách này được sắp xếp theo năm mà các Đảng tương ứng đã được hợp pháp hoá và đăng ký với Cơ quan đăng ký hiệp hội (ROS).
| Đảng | Viết tắt       | Lãnh đạo               | Học thuyết                                      | Vị trí chính trị | Liên kết Quốc tế                                                 | Đăng ký năm | Ghi chú URL                                |
| --- | -------------- | ---------------------- | ----------------------------------------------- | ---------------- | ---------------------------------------------------------------- | ----------- | ------------------------------------------ |
| Đảng Nhân dân Tiến bộ Parti Progresif Penduduk | myPPP          | M. Kayveas             | Chủ nghĩa tự do                                 | Trung dung       | —                                                                | 1956        |                                            |
| Đảng Liên minh Nhân dân Sarawak Parti Rakyat Bersatu Sarawak | SUPP           | Sim Kui Hian           | Chủ nghĩa dân tộc Chủ nghĩa khu vực Sabah       | Trung dung       | —                                                                | 1959        | [ liên kết hỏng ]                          |
| Đại hội người Ấn Malaysia Kongres India Malaysia | MIC            | Subramaniam Sathasivam | Chủ nghĩa dân tộc Bảo thủ Xã hội Đảng Dravidian | Cánh hữu         | —                                                                | 1963        |                                            |
| Công hội người Hoa Malaysia Persatuan Cina Malaysia | MCA            | Liow Tiong Lai         | Chủ nghĩa dân tộc Trung Quốc Bảo thủ Xã hội     | Cánh hữu         | —                                                                | 1963        |                                            |
| Đảng Vận động Nhân dân Malaysia Parti Gerakan Rakyat Malaysia | Gerakan/ PGRM  | Mah Siew Keong         | Chủ nghĩa tự do                                 | Trung dung       | Quốc tế Tự do Liên minh Dân chủ Hội đồng Tự do và Dân chủ Châu Á | 1968        |                                            |
| Đảng Kế thừa bản sắc thống nhất Bumiputera Parti Pesaka Bumiputera Bersatu | PBB            | Adenan Satem           | Chủ nghĩa dân tộc Chủ nghĩa khu vực Sabah       | Cánh hữu         | —                                                                | 1973        | Lưu trữ 2015-02-15 tại Wayback Machine     |
| Đảng Đoàn kết Sabah Parti Bersatu Sabah | PBS            | Joseph Pairin Kitingan | Chủ nghĩa dân tộc Chủ nghĩa khu vực Sabah       | Trung dung       | —                                                                | 1985        | [A] Lưu trữ 2005-06-03 tại Wayback Machine |
| Tổ chức Dân tộc Mã Lai Thống nhất Pertubuhan Kebangsaan Melayu Bersatu | UMNO/ PEKEMBAR | Najib Razak            | Ketuanan Melayu Xã hội bảo thủ Tự do kinh tế    | Cánh hữu         | —                                                                | 1988        | [B]                                        |
| Đảng Dân chủ Tự do Parti Liberal Demokratik | LDP            | Teo Chee Kang          | Dân chủ Tự do Chủ nghĩa khu vực Sabah           | Trung dung       | —                                                                | 1988        |                                            |
| Tập tin:Logo pbrs.gif · Đảng Đoàn kết Nhân dân Sabah · Parti Bersatu Rakyat Sabah | PBRS           | Joseph Kurup           | Chủ nghĩa dân tộc Chủ nghĩa khu vực Sabah       | Cánh hữu         | —                                                                | 1994        |                                            |
| Tập tin:Pertubuhan Kinabalu Progresif Bersatu logo.png · Đảng Thống nhất Dân tộc Sabah · Pertubuhan Pasokmomogun · Kadazandusun Murut Bersatu | UPKO           | Madius Tangau          | Chủ nghĩa dân tộc Chủ nghĩa khu vực Sabah       | Cánh hữu         | —                                                                | 1999        |                                            |
| Đảng Dân chủ Tiến bộ Sarawak Parti Demokratik Progresif Sarawak | SPDP           | Tiong King Sing        | Chủ nghĩa dân tộc Chủ nghĩa khu vực Sarawak     | Cánh hữu         | —                                                                | 2002        |                                            |
| Tập tin:Logo of PRS.png · Đảng Nhân dân Sarawak · Parti Rakyat Sarawak | PRS            | James Jemut Masing     | Chủ nghĩa dân tộc Chủ nghĩa khu vực Sarawak     | Trung dung       | —                                                                | 2004        |                                            |
| A UMNO, được thành lập năm 1946 đã bị hủy đăng ký năm 1988 và Thủ tướng Malaysia đã thành lập một đảng mới được gọi là Tổ chức Dân tộc Mã Lai Thống nhất (Baru) ngày 16 tháng 2 năm 1988. Thuật ngữ "Baru" hoặc "Mới" đã bị xóa bỏ bởi một hiến pháp sửa đổi vào tháng Bảy cùng năm. B Đảng Đoàn kết Sabah (Parti Bersatu Sabah) là một thành viên của Barisan Nasional từ khi thành lập cho đến khi rút khỏi liên minh vào năm 1990. Đảng tái gia nhập liên minh vào năm 2002. |                |                        |                                                 |                  |                                                                  |             |                                            |

#### Liên minh Pakatan Rakyat
| Đảng | Viết tắt       | Lãnh đạo         | Học thuyết                                        | Vị trí chính trị        | Liên kết Quốc tế                           | Đăng ký năm                                       | Ghi chú URL |
| --- | -------------- | ---------------- | ------------------------------------------------- | ----------------------- | ------------------------------------------ | ------------------------------------------------- | ----------- |
| Đảng Công lý Nhân dân Parti Keadilan Rakyat | PKR / Keadilan | Anwar Ibrahim    | Chủ nghĩa tự do xã hội                            | Trung dung đến Trung tả | Quốc tế Tự do (quan sát viên)              | 2003                                              |             |
| Đảng Dân chủ Hành động Parti Tindakan Demokratik | DAP            | Anthony Loke     | Dân chủ xã hội Chủ nghĩa thế tục                  | Trung tả                | Quốc tế xã hội chủ nghĩa Liên minh tiến bộ | 1966                                              | [A]         |
| Đảng Hồi giáo Malaysia Parti Islam Se-Malaysia | PAS            | Abdul Hadi Awang | Hồi giáo Hồi giáo Dân chủ Chủ nghĩa Toàn Hồi giáo | Cánh hữu                | Anh em Hồi giáo (Ikhwanul Muslimin)        | 1951 (thành lập) 1955 (đăng ký là đảng chính trị) | [B]         |
| A Thuật ngữ "lãnh đạo tập thể" được sử dụng để mô tả Ban Chấp hành Trung ương Đảng từ khi thành lập vào năm 1966. B Đảng Hồi giáo Toàn Malaysia tham gia vào một liên minh với cựu Đảng Liên minh vào năm 1972 và sau đó gia nhập liên minh Barisan Nasiona được thành lập vào năm 1974. Đảng rút khỏi liên minh vào năm 1977 |                |                  |                                                   |                         |                                            |                                                   |             |